# 곤양 전투
곤양 전투(昆陽戰鬪), 곤양 대전(昆陽大戰)은 중국 신 지황 4년(23년) 왕읍과 왕심이 이끄는 신나라의 대군과 유수가 이끄는 녹림군이 영천군 곤양현(현 허난성 예현)에서 맞붙은 전투이다. 매우 큰 병력 차이에도 불구하고 녹림군이 신의 대군을 기적적으로 대파하고 왕심이 전사함에 따라, 신나라의 붕괴는 돌이킬 수 없게 된다.
1. ↑  훗날 후한 세조 광무제